# Vade retro

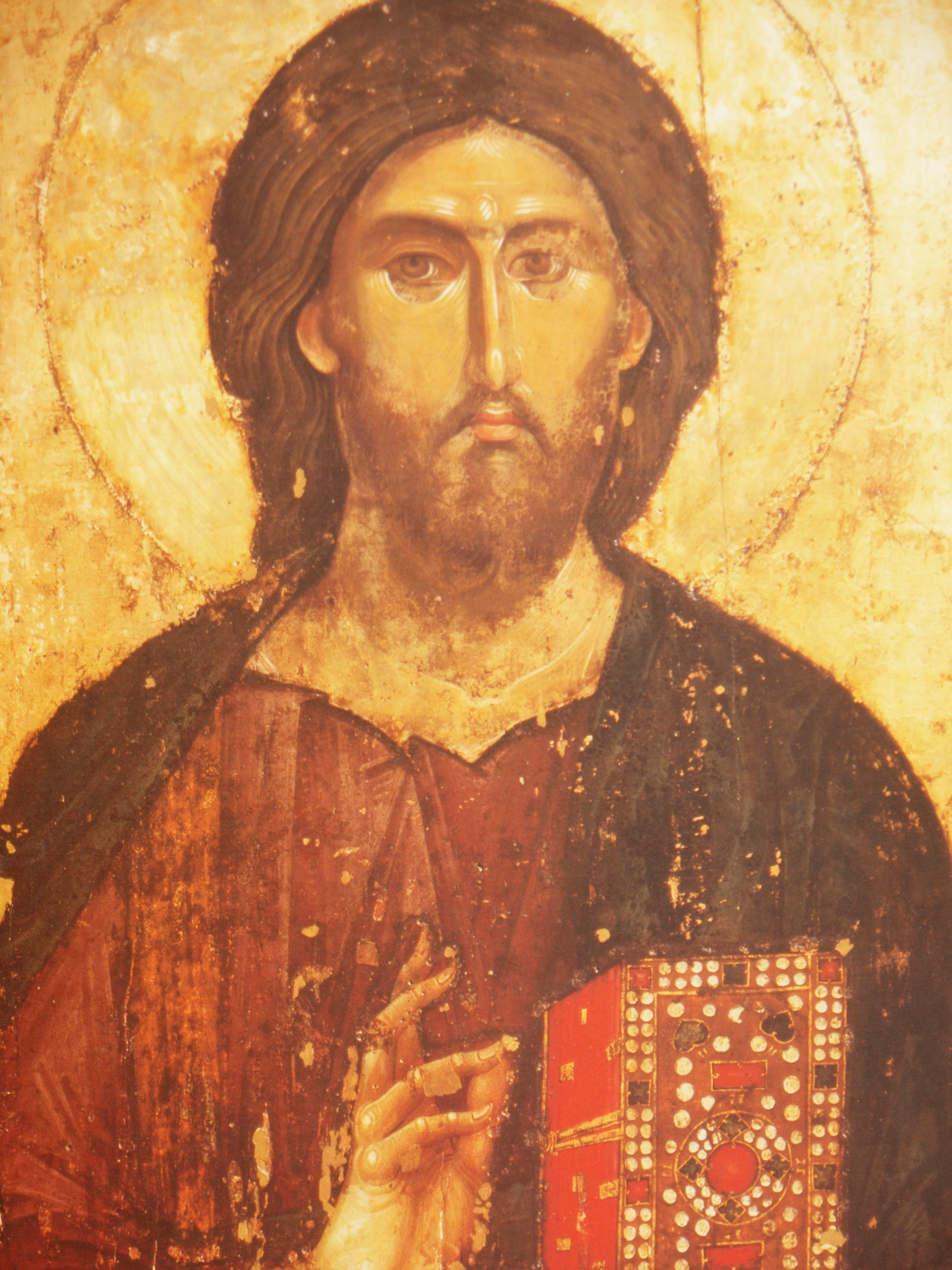
Icona de Crist pantocràtor, tercer quart del, Hilandar

Vade retro (literalment, ves enrere o fes-te enrere) expressió llatina que s'empra per a refusar una persona o cosa. Té el seu origen en la resposta que, segons l'Evangeli, donà Jesucrist al diable quan aquest el temptà, oferint-li tot el poder del món si Jesucrist consentia en adorar-lo. La frase completa és: Vade retro, Satanas! Deum adorabis et illi soli servies. (Ves enrere, Satanàs! Adoraràs Déu i solament serviràs a ell).